# Oukouéra
Oukouéra, parfois orthographié Okouéra, est une localité située dans le département de Gbomblora de la province du Poni dans la région Sud-Ouest au Burkina Faso.

## Géographie
Oukouéra se trouve à environ 9 km au sud du chef-lieu Gbomblora et à 3 km au nord-ouest de Doudou-Birifor.

## Santé et éducation
Le centre de soins le plus proche d'Oukouéra est le centre de santé et de promotion sociale (CSPS) de Doudou-Birifor tandis que le centre hospitalier régional (CHR) de la province se trouve à Gaoua.